# Embalse de Malpasillo
El embalse de Malpasillo, también llamado embalse de Jauja y Malpasillo-Jauja, es un embalse sobre el río Genil, situado entre las provincias de Córdoba y Sevilla (España). Es el cuarto por capacidad de los pantanos del Genil tras el embalse de Iznájar (981,12 hm³), el embalse de Canales (70 hm³) y el embalse de Cordobilla (34 hm³). Fue inaugurado el 31 de diciembre de 1951. Fue declarado paraje natural el 28 de julio de 1989. 